# نجوم النسق الأساسي من النوع G

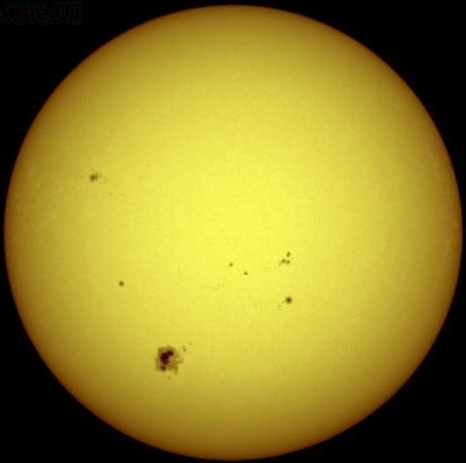
صورة للشمس، وهي أفضل مثال معروف على نجوم النوع ج.

نجوم النسق الأساسي من النوع-G أو جي (وكثيراً ما يُسمى القزم الأصفر أيضاً) هو نجم من النسق الأساسي يَنتمي إلى النوع الطيفي جي (G) ودرجة الضياء في (V). الكتلة النموذجية لمثل هذه النجوم تتراوح من 0.8 إلى 1.2 كتلة شمسية وتملك حرارة سطحية بين 5,300 و6,000 ك. مثل نجوم النسق الأساسي الأخرى، نجوم ج ف هي في مرحلة تحويل الهيدروجين إلى هيليوم في نواها عن طريق عملية الاندماج النووي. الشمس هي أفضل مثال معروف (والأكثر وضوحاً) لنجم ج ف. تقوم كل ثانية بدمج ما يُقارب 600 مليون طن من الهيدروجين إلى هيليوم، محولة حوالي 4 ملايين طن من المادة إلى طاقة. تتضمن نجوم ج ف الأخرى رجل القنطور وتاو قيطس والفرس الأعظم 51.
مصطلح قزم أصفر هو مصطلح غير دقيق، فنجوم نوع ج تتراوح في الواقع بالألوان من الأبيض (للنجوم الأكثر ضياءً مثل الشمس) إلى لون أصفر ضئيل فقط (لنجوم ج ف الأقل ضياءً). انظر تصنيف نجمي لجدول ألوان النجوم حسب النوع الطيفي. شمسنا في الحقيقة بيضاء، لكنها تبدو صفراءً عبر غلاف الأرض الجوي لتشتيت الأشعة. إضافة إلى ذلك، بالرغم من أن مصطلح «قزم» يُستخدم للتفريق بين نجوم النسق الأساسي الصفراء والنجوم العملاقة، إلا أن الأقزام الصفراء مثل الشمس تشع 90% من ضوء النجوم في المجرة (والتي تتألف بشكل كبير من الأقزام البرتقالية والحمراء والبيضاء).
سيَحرق نجم ج ف الهيدروجين في نواته لـ10 بلايين سنة تقريباً، حتى يَنفذ أخيراً من مركزه. عندما يَحدث هذا، يَتمدد النجم لأضعاف حجمه السابق ويُصبح عملاقاً أحمرَ مثل الدبران. أخيراً يَقذف العملاق الأحمر طبقاته الخارجية من الغاز مُكوناً سديماً كوكبياً، في حين أن النواة تبرد وتنكمش إلى قزم أبيض كثيف.

التصنيف الطيفي لمورغان كينان